# Aphyosemion louessense
Aphyosemion louessense är en fiskart som först beskrevs av Pellegrin, 1931.  Aphyosemion louessense ingår i släktet Aphyosemion och familjen Nothobranchiidae. IUCN kategoriserar arten globalt som sårbar. Inga underarter finns listade i Catalogue of Life.